# Hirokawa
Hirokawa (広川町, Hirokawa-machi) est un bourg du district de Yame, dans la préfecture de Fukuoka, au Japon.

## Géographie

### Démographie
Au 1er août 2014, la population de Hirokawa s'élevait à 20 108 habitants répartis sur une superficie de 37,91 km2.